# Оборона Ганачева
Оборона Ганачева (пол. Obrona Hanaczowa) — оборонительные бои польской самообороны и Армии Крайовой в Ганачеве в 1944 году против УПА. Большинству жителей села удалось уцелеть, но здания Ганачева были полностью разрушены во время пацификации, проведенной 2 мая 1944 года немецкими войсками.

## Предыстория
Ганачев — бывшее польское село вблизи нынешнего села Ганачевка Перемышлянской городской общины Львовского района Львовской области. На момент начала 1944 года оно насчитывало около 3.000 жителей, в том числе около 1.000 беженцев с Волыни и близлежащих сёл, а также, не менее 60-70 укрываемых евреев.
После начатой отрядами Украинской повстанческой армии (УПА) резни поляков на Волыни, пик которой пришелся на июль 1943 года, украинские националисты начали массовые убийства польского населения бывшей Восточной Галиции (ныне Львовская, Ивано-Франковская и Тернопольская области). Первые атаки на польские сёла в этом регионе состоялись ещё в октябре 1943 года, а их усиление произошло в феврале 1944.
После сообщений об участившихся массовых убийств поляков, в Ганачеве организовали вооружённую самооборону. Из других частей Польши и Волыни были переброшены отряды Армии Крайовой, для укрепления села. Одним из руководителей обороны села был красный партизан Федор Приступа («Утсов»). В штаб обороны входили также капитан Йозеф Босек «Юлиан», вахмистр Казимир Войтович «Глуг», поручик Павел Ястребский «Стрела», Антоний Войтович «Дарлинг», поручик Ян Дил «Марьян», Юзеф Хрущчель «Рысь» и Алоиз Войтович «Юранд». Неподалёку от села базировалась группа лейтенанта Бориса Крутикова, бывшего «бульбовца», из разведывательно-диверсионного отряда Дмитрия Медведева, а также отряд еврейских партизан под командованием Абрама Баума-«Буня».
Первые убийства поляков в Ганачеве произошли ещё в середине октября 1943 года, когда оуновцы застрелили довоенного учителя и офицера АК Станислава Вайсса. Во время оккупации Вайсс работал бракером дерева в лесу. Получил пулю в затылок. АК поймала трёх виновников убийства и ликвидировала. В ноябре в селе польской самообороной были задержаны трое вооружённых украинцев и переданы «Крипо». В этой ситуации следовало ожидать мести УПА. Уже в декабре разведка АК донесла о концентрации бандеровских отрядов в соседних украинских сёлах. До Ганачева начали доходить вести об убийствах в окрестности всех польских семей.
Бессвязная и пространная застройка не позволяла охватить защитой всё село, так как было без малого сто бойцов самообороны. В связи с этим комендант округа АК Ганачев, предложил концепцию обороны в так называемом «оборонительном треугольнике» или в каменных зданиях в центре села: костёле, школе, монастыре, приходском доме и гминной канцелярии. На это не согласились старейшины села — не представляли себе возможности оставления своих домов на произвол судьбы. В этой ситуации только усилили караулы на окраинах Ганачева, и начали строить убежища.

## Атаки

### Первая
Под вечер 2 февраля подразделения УПА сосредоточились вокруг Ганачева. В 21 час несколько сотен бандеровцев, среди которых также была сотня «Сероманцы», по сигналу выстрелянной ракеты начали штурм села. Атаковали одновременно с нескольких сторон, сжигая постройки и убивая попадавшихся людей. Напавшие миновали выселки Ганачува — было видно, что их целью является взятие центра села. Самооборона, поддержанная резервным отрядом «Глуга», оказывала отчаянное сопротивление. Поляки утверждают, что атаку проводили от 300 до 1000 повстанцев. В хронике сотни «Сероманцы» указано об участии в атаке этого отдела совместно с одной четой сотни «Орлы». То есть вместе не более 250 бойцов.
Ожесточённая оборона продолжалась 3 часа. Нападавшим удалось захватить только ряд построек на окраинах села. В какой-то момент на помощь защитникам из леса пришёл еврейский партизанский отряд Абрама Баума-«Буня» и аковцы из Перемышлян. За полночь УПА начала отступать, оставив после себя 70 сожжённых хозяйств и 170 убитых жителей Ганачева, в том числе: 32 женщины, 19 детей и 15 евреев (отсутствуют данные об их поле и возрасте). Оценивается, что в бою погибло более десяти нападавших, ещё столько же получили ранения. Это была первая «антипольская акция» УПА такого масштаба в Восточной Галиции (Малой Польше).
Немецкая полиция, которая прибыла на следующий день, посмотрела поле после битвы и за приезд реквизировала 12 коров. Жертвы нападения похоронены в общей могиле на холме возле кладбища.

### Вторая
В ночь 10 апреля 1944 Ганачев подвергся ещё одной ещё одной атаке УПА. Украинские партизаны захватили дома, расположенные на краю села, однако им не удалось добраться да хорошо защищённого центра. Около 9:00 уповцы отступили. Число жертв этой атаки со стороны атакующих оценивается от 30 до 70 человек, а вместе с тяжелыми ранеными — около 120. С польской стороны убито 26 человек, в том числе 5 защитников.

### Уничтожение села
После атак УПА село Ганачев оставили основные силы польского сопротивления. Осталось 150—200 человек, в том числе 60 бойцов Армии Крайовой под командованием Яна Антонова «Янека». 2 мая 1944 войска СС, в рамках борьбы с партизанами, уничтожили польских защитников села. Немцы также казнили всех евреев, а остальных жителей села увезли с собой во Львов. Всего польские потери 2 мая составили 16 убитых солдат и 30 убитых мирных жителей.